# Festuca rifana
Festuca rifana är en gräsart som beskrevs av René Verriet de Litardière och René Charles Maire. Festuca rifana ingår i släktet svinglar, och familjen gräs. Inga underarter finns listade i Catalogue of Life.